# José Piendibene
José Antonio Piendibene Ferrari (Montevideo, 5 giugno 1890 – Montevideo, 12 novembre 1969) è stato un allenatore di calcio e calciatore uruguaiano, di ruolo attaccante.

## Biografia
Suo nipote Agustín Rodríguez Piendibene è un calciatore professionista.

## Carriera
José Antonio Piendibene nacque nel barrio di Pocitos, a Montevideo, ultimo di otto figli.
Debuttò nel 1908, a 17 anni, con la maglia del Peñarol nel ruolo di attaccante destro. Il 29 ottobre 1911 al Parque Central l'Uruguay travolse l'Argentina per 3-0 con due reti di Piendibene. La sua fama crebbe negli anni a livelli enormi, così come cresceva il rispetto di cui godeva al di là dei campanilismi (nel 1922 i lettori della rivista "El Gráfico", argentina, lo giudicarono il miglior giocatore della sua epoca).
Sebbene abbia vinto per tre volte la Copa América con l'Uruguay, non poté partecipare ai Giochi della VIII Olimpiade nel 1924 per dei problemi con alcuni dirigenti. Per lo stesso motivo ebbe poche occasioni di fare coppia con Héctor Scarone.
Il gol di Piendibene che rimane nella storia è però quello che nel 1926 segnò al "Divino" Ricardo Zamora in un Peñarol-Espanyol che terminò 1-0.
Era soprannominato Il Maestro non solo per il suo calcio straordinario, ma anche per il suo fair-play , al punto da non esultare dopo i suoi gol per non offendere gli avversari.
Per molti fu il più grande giocatore della sua epoca. In 506 partite disputate con la maglia del Peñarol segnò 253 goal.

### Nazionale
Piendibene giocò 40 partite con la maglia dell'Uruguay, segnando 20 reti, dal 1909 al 1923.
Il 2 luglio 1916 realizzò il primo gol della storia della Copa América, la massima competizione sudamericana riservata alle rappresentative nazionali.
La sua ultima partita con la maglia della nazionale fu nel novembre del 1923, in una amichevole contro il Cile, nella quale segnò una delle reti nella vittoria dell'Uruguay per 2-1.
Con 15 reti è il giocatore che ha realizzato più reti nella storia del "clásico" Argentina-Uruguay. Piendibene disputò altre 5 partite (realizzando altri 2 gol) contro l'Argentina, ma queste non sono considerate ufficiali.

## Palmarès

### Club

#### Competizioni nazionali
- Campionato uruguaiano: 5

Club Atlético Peñarol: 1911, 1918, 1921, 1926, 1928

#### Competizioni internazionali
- Copa de Honor Cousenier: 3

Club Atlético Peñarol: 1909, 1911, 1918
- Tie Cup: 1

Club Atlético Peñarol: 1916
- Coppa Aldao: 1

Club Atlético Peñarol: 1928

### Nazionale
- Coppa America: 3

1916, 1917, 1920